# Tuchczar
Tuchczar (ros. Тухчар) – wieś w Dagestanie, w Rejonie Nowolackim, położona na granicy z Czeczenią. W 2021 roku liczyła 4699 mieszkańców. 5 września 1999 roku podczas wojny o Dagestan, na pobliskim polu doszło do masakry w Tuchczarze.

## Geografia
Wieś jest położona w zachodnim Dagestanie, przy granicy z Czeczenią, na zachód od miasta Chasawiurt, na prawym brzegu rzeki Aksaj, u podnóży Kaukazu. Na północ od wsi przebiega droga federalna R-217 «Kaukaz».